# 국도 제6호선 (프랑스)

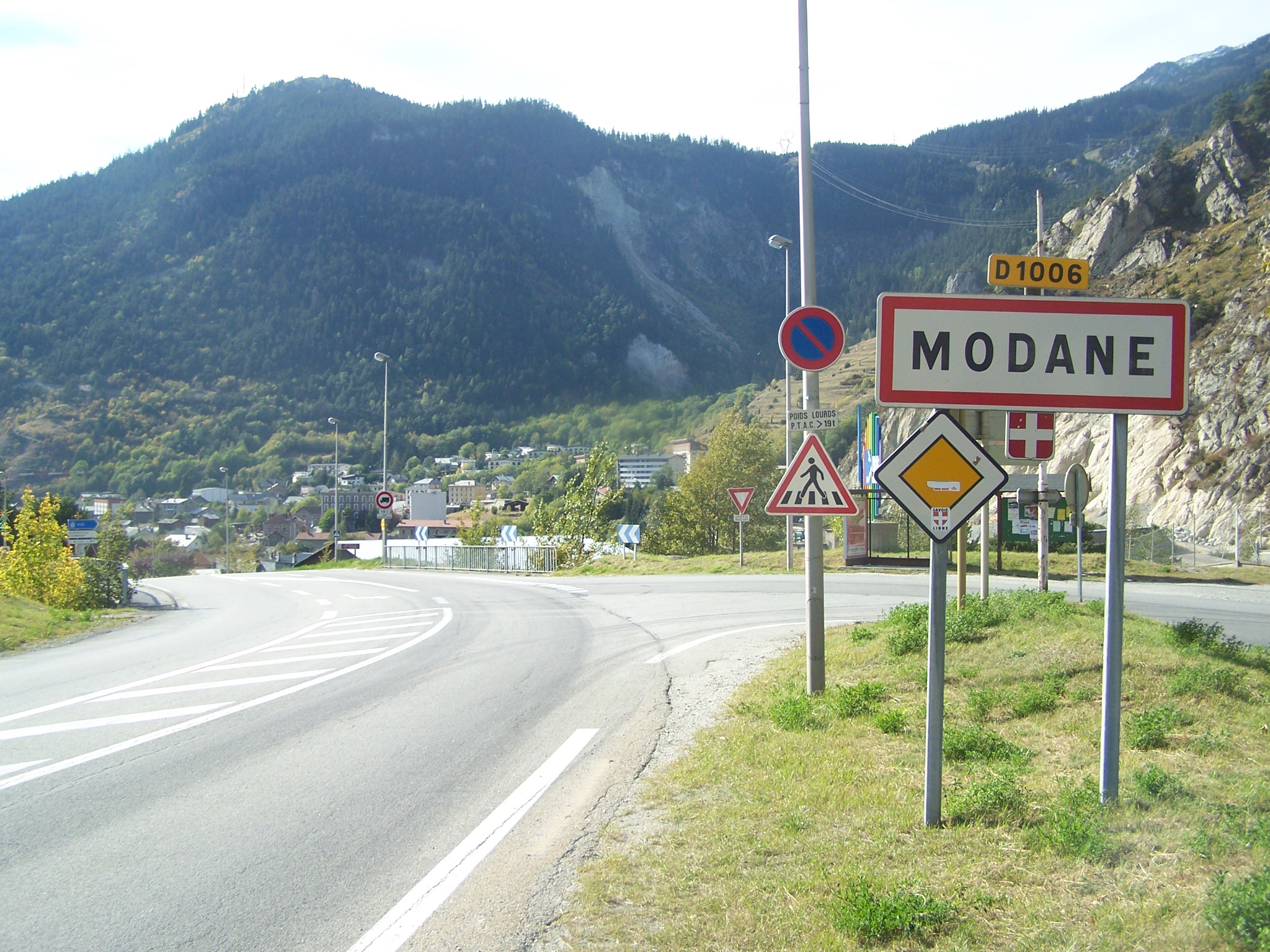

국도 제6호선(Route nationale 6)은 파리와 몽스니 고개(fr)를 잇는 프랑스의 국도였으나, 현재는 상당 구간이 지방도로 격하되어 국도로 남아있는 구간은 30여km에 불과하다.

## 연혁
- 1824년 - 주와니(fr)에서 국도 제5호선으로부터 분기되어 리용, 샹베리(fr)를 거쳐 이탈리아로 이어지는 국도로 제정.
- 1860년 - 사부아가 프랑스령이 됨에 따라 몽스니 고개까지로 연장됨.
- 1949년 - 기점이 상스(fr)로 변경됨.
- 1978년 - 국도 제5호선의 파리-상스 구간을 편입하여 파리에서 이탈리아와의 국경(몽스니 고개)에 이르는 국도가 됨. 총연장은 733km에 달했다.
- 2004년 9월 - 리외쟁(fr)과 묄랑(fr)을 잇는 구간이 주도 306호로 격하됨.
- 2006년 - 대부분의 구간이 지방도로 격하됨.

## 현재 국도로 남아있는 구간
- 고속도로 86호선 크레테이상트르(Créteil centre) 나들목 ~ 고속도로 5호선 기점(약 15km)
- 고속도로 6호선 오세르노르(Auxerre-nord) 나들목 ~ 오세르(fr) 동쪽 국도 65호선 합류점(약 10km)
- 국도 489호선 종점 ~ 고속도로 6호선 리모네스트(Limonest) 나들목(약 5km)